# Automatic Identification System

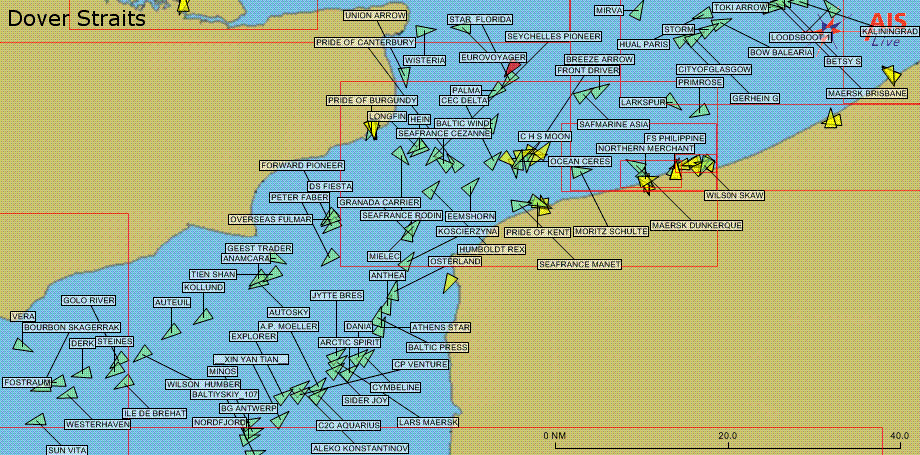
Grafische Anzeige von AIS-Daten

Der Begriff Automatic Identification System (AIS; zu Deutsch: Automatisches Identifikationssystem) oder Universal Automatic Identification System (UAIS) bezeichnet ein Funksystem, das durch den Austausch von Navigations- und anderen Schiffsdaten die Sicherheit und die Lenkung des Schiffsverkehrs verbessert. Es wurde am 6. Dezember 2000 von der Internationalen Seeschifffahrts-Organisation (IMO) als verbindlicher Standard angenommen.

## Nutzen, Einschränkungen
AIS dient entsprechend der Leistungsnorm (Performance Standard) der Internationalen Seeschifffahrts-Organisation (IMO) folgenden Zwecken:
- der Kollisionsverhütung zwischen Schiffen
- als Mittel für Küstenstaaten, Informationen über Schiffe und ihre Ladung zu erlangen
- zur Überwachung illegalen Fischfangs
- als Hilfsmittel für die landseitige Überwachung und Lenkung des Verkehrs durch Verkehrszentralen (Vessel Traffic Service, VTS).

AIS verbessert die Planung und Entscheidungsfindung an Bord, da nicht nur Position, Kurs und Geschwindigkeit der umgebenden Schiffe übertragen werden, sondern auch Schiffsdaten (Schiffsname, MMSI-Nummer, Funkrufzeichen etc.). Dies erleichtert z. B. Absprachen zwischen Schiffsführern über Funk. AIS funktioniert unabhängig von Einschränkungen der optischen Sicht und der Radarwellen-Ausbreitung (z. B. Verdeckungen oder Abschattungen), so dass auch Schiffe erkannt werden können, die sich hinter einem Kap oder hinter einer Flusskurve befinden, sofern die im UKW-Frequenzbereich ausgestrahlten Signale durchdringen.
AIS wird als kooperatives System bezeichnet. Für seine Nutzung ist ein aktives, technisch funktionsfähiges Gerät Voraussetzung, im Gegensatz zum Radar als autarkem System.
Neben den ursprünglich angestrebten Zielen gibt es mittlerweile auch Dienste, die AIS-Daten kommerziell aufbereiten und auch der Allgemeinheit anbieten. Zu den bekanntesten Anbietern solcher AIS-Dienste gehören MarineTraffic und Vesseltracker sowie VesselFinder. Des Weiteren wurde das AIS von Greenpeace zur Recherche illegaler Fischerei eingesetzt.

## Abgrenzung
Bei der Betrachtung von AIS ist zu unterscheiden zwischen dem AIS-System selbst (der funkgestützten Datenübertragung) und der Darstellung von Informationen, die per AIS übertragen wurden. Eine Darstellung an Bord kann z. B. in einer ARPA-Anlage oder in einer elektronischen Seekarte (ECDIS) erfolgen; diese Geräte gehören jedoch nicht zum AIS-System. Für AIS-Bordgeräte ist als Anzeige- und Bedienelement lediglich ein sog. „Minimum Keyboard and Display“ (MKD) vorgeschrieben. Eine sinnvolle Nutzung von AIS-Daten setzt eine brauchbare Darstellung in einem entsprechenden Display, zusammen mit anderen navigatorisch relevanten Informationen, voraus.

## Ausrüstungspflicht
Die Ausrüstungspflicht für Schiffe in der internationalen Fahrt wird im Internationalen Übereinkommen zum Schutz des menschlichen Lebens auf See (SOLAS) geregelt. Seit dem 31. Dezember 2004 sind im Seeverkehr alle Berufsschiffe über 300 BRZ in internationaler Fahrt und seit dem 1. Juli 2008 auch solche über 500 BRZ in nationaler Fahrt verpflichtet, eine AIS-Anlage zu betreiben. Die Ausrüstungspflicht wurde für Schiffsneubauten zum 1. Juli 2002 und für vorhandene Schiffe ab 2004 eingeführt.
Nicht unter die Regelungen von SOLAS fallen Kriegsschiffe, dennoch sind die meisten Kriegsschiffe mit einem AIS-Bordgerät ausgestattet, bei dem der Sender abschaltbar ist. Für Traditionsschiffe können nationale Ausnahmeregelungen gelten.
Für Binnenschiffe gelten die SOLAS-Regelungen ebenfalls nicht, hier kann sich eine Ausrüstungspflicht auf Grundlage von Regelungen der Europäischen Union, der Zentralkommission für die Rheinschifffahrt oder von nationalen Regelungen ergeben. Zum Beispiel besteht für Binnenschiffe (ausgenommen Kleinfahrzeuge) seit dem 1. Juli 2008 auf dem österreichischen Teil der Donau zwischen den Stromkilometern 1880,2 und 2199,3 und einigen angrenzenden Gewässern eine Ausrüstungspflicht mit Inland-AIS-Transceivern.
Am 23. Dezember 2016 wurde auf den Binnenschifffahrtsstraßen im Geltungsbereich der Binnenschifffahrtsstraßen-Ordnung, für die bereits Elektronische Navigationskarten für Binnenschifffahrtsstraßen (IENC) veröffentlicht wurden, und auf der Bundeswasserstraße Donau die Ausrüstung und Nutzung von Inland AIS verpflichtend eingeführt.

## Anlagen

### Klasse-A-Transceiver
Klasse-A-Transceiver sind für Schiffe der Berufsschifffahrt vorgesehen. Sie sind auf allen Fahrzeugen über 300 BRZ in internationaler Fahrt und bei bestimmten Passagierschiffen, die dem SOLAS-Übereinkommen unterliegen, vorgeschrieben. Die Sendeleistung bei Klasse-A-Transceivern von bis zu 12,5 W ist höher als bei Klasse-B-Geräten, daher können sie von weiter entfernten Schiffen empfangen werden. Der Sender passt die Wiederholfrequenz der Aussendung der Fahrtgeschwindigkeit und dem Manöverstatus an und sendet häufiger als bei Klasse-B-Geräten.

### Inland-AIS-Transceiver
Inland-AIS-Transceiver sind für mit AIS-Transceiver ausgerüstete Schiffe auf dem Rhein vorgeschrieben, falls es sich nicht um ein Seeschiff handelt. Die Geräte entsprechen Klasse-A-Transceivern mit Erweiterungen für die Binnenschifffahrt.

### Klasse-B-Transceiver
Klasse-B-Transceiver sind in vielerlei Hinsicht mit Klasse-A-Transceivern vergleichbar, aufgrund weniger strikter Leistungsanforderungen in der Regel aber kostengünstiger. Klasse-B-Transceiver übertragen mit einer niedrigeren Sendeleistung von maximal 2 W und einer niedrigeren Melderate. Sie können von allen nicht ausrüstungspflichtigen Schiffen z. B. im Freizeitbereich und in der Fischerei verwendet werden.
Klasse-B-Transceiver senden weniger Daten über das Schiff als Klasse-A-Transceiver. Insbesondere werden von B-Sendern keine Informationen über die Ladung oder den Zielort der Reise ausgestrahlt. Dies macht auch die Bedienung einfacher: Nach dem einmaligen Programmieren von Schiffsname und -abmessungen müssen an einem Klasse-B-Transceiver keine Einstellungen mehr vorgenommen werden und sie sind damit nach dem Einschalten direkt aktiv.

### AIS-Basisstationen
AIS-Basisstationen sind Teil der landseitigen AIS-Infrastruktur und werden z. B. von Verkehrszentralen (Vessel Traffic Service, VTS) verwendet. Sie dienen einerseits zur Erfassung des Verkehrs in dem von ihnen abgedeckten Seegebiet, andererseits können diese Geräte die Übertragung von AIS-Transceivern an Bord gezielt steuern (u. a. sog. „Polling“ oder Hochsetzen der Melderate).

### AtoN-Transceiver (Aids to Navigation)
AtoNs sind Transceiver, die auf Tonnen und anderen Schifffahrtszeichen installiert werden können und Informationen z. B. über Art, Bezeichnung und Position des Schifffahrtszeichens aussenden. Eine Sonderform ist das virtuelle (scheinbare) AtoN; im Prinzip ein durch Übertragung der entsprechenden Meldungen „vorgetäuschtes“ (physisch nicht existierendes) Schifffahrtszeichen. Diese Technik wird vor allem zur Markierung von Sperrgebieten oder wasserbaulichen Anlagen mit flächenmäßiger Ausdehnung verwandt: Dabei wird nicht auf jeder Eckposition (in der Regel durch Kardinaltonnen oder Reedetonnen markiert) eine Tonne mit aktivem AIS-Sender platziert, sondern es befindet sich nur auf einer Tonne ein Sender, der ebenfalls die Positionen der anderen Begrenzungstonnen mit aussendet.

### AIS-Transceiver für Such- und Rettungsflugzeuge
Ein spezieller Mobilgerätetyp ist für die Nutzung an Bord von Luftfahrzeugen vorgesehen, die am Such- und Rettungsdienst auf See (SAR) beteiligt sind.

### AIS-Empfänger
AIS-Empfänger empfangen Übertragungen von AIS-Transceivern in der Umgebung, senden aber, wie die Bezeichnung Empfänger bereits ausdrückt, keine Daten aus.

## Technik, Sendefrequenzen und technische Normen

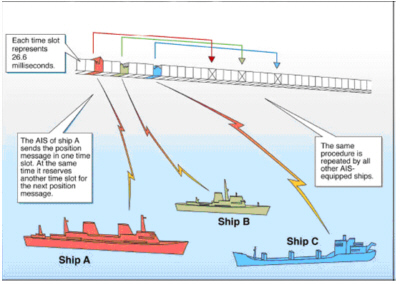
Synchronisation der Zeitfenster

Die grundlegende technische Norm für AIS trägt die Bezeichnung ITU-R M.1371 „Technical characteristics for an automatic identification system using time division multiple access in the VHF maritime mobile frequency band“ und wird von der Internationalen Fernmeldeunion herausgegeben. Mit Stand von Februar 2014 ist die Version 5 des Dokuments gültig.
AIS sendet abwechselnd auf zwei Kanälen im UKW-Seefunkbereich:
- AIS 1 – 161,975 MHz (Kanal 87B)
- AIS 2 – 162,025 MHz (Kanal 88B)

Die Aussendung der AIS-Daten erfolgt in einem festen Zeitrahmen. Pro Minute stehen 4500 Zeitschlitze (Slots), 2250 je Kanal, zur Verfügung, auf die ein AIS-Transceiver über seinen integrierten GNSS-Empfänger synchronisiert wird. Klasse-A-Transceiver stimmen die Slot-Belegung selbständig mit in Funkreichweite befindlichen anderen ab (SOTDMA = Self Organising Time Division Multiple Access), während Klasse-B-Transceiver freie Zeitschlitze verwenden, um ihre Daten zu senden (CSTDMA = Carrier Sense Time Division Multiple Access).
Als Antenne kann jede für das UKW-Seefunkband abgestimmte Antenne verwendet werden. Besonders geeignet sind spezielle kombinierte UKW/GPS-Antennen für AIS, die beide für einen AIS-Transceiver erforderlichen Antennen in einer Baugruppe enthalten.
Die dynamischen Schiffsdaten Position (LAT, LON), Kurs (engl. Course Over Ground, COG), Geschwindigkeit (engl. Speed Over Ground, SOG) sowie Zeit (engl. Universal Time Coordinated, UTC) erhält der AIS-Transceiver vom integrierten GPS-Empfänger, bei Klasse A auch von der Navigationsanlage des Schiffes. Die Kursrichtung (engl. Heading, HDG) kann über eine NMEA-0183-Schnittstelle vom Kompass als HDG-Datensatz eingespeist werden.

### Pilot port
Ausrüstungspflichtige Schiffe müssen über Klasse-A-Anlagen mit einem Pilot Port verfügen, eine standardisierte Datenschnittstelle nach EIA-422 an gut zugänglicher Stelle, die es z. B. Lotsen erlaubt, mit eigener Ausrüstung auf Verkehrslage- und eigene Navigationsdaten zuzugreifen. Aufgrund fehlerhafter Installation auftretende Fehler in der Anschlussbelegung des Steckers können meist durch im Handel erhältliche Adapter ohne Eingriff in die Bordinstallation korrigiert werden.

## Nachrichtentypen, AIS-Telegramme
Um die globale Nutzbarkeit der mit AIS ausgesendeten Daten sicherzustellen, hat die Internationale Fernmeldeunion in ihrer Norm ITU R M.1371 insgesamt 22 Nachrichtentypen bzw. Telegramme festgelegt, die in ihrem Aufbau bis in das letzte Bit standardisiert wurden. Jedes AIS-Gerät muss diese Telegramme empfangen und aussenden können, sofern für den jeweiligen Gerätetyp (siehe oben unter „Anlagen“) dieses Telegramm „zulässig“ ist. Die wichtigsten Telegrammtypen sind:
- ID #1: reguläre Positionsmeldung eines Klasse-A-Transceivers
- ID #4: Meldung einer Basisstation
- ID #5: reguläre Meldung von Schiffs- und Reisedaten eines Klasse-A-Transceivers
- ID #9: Positionsmeldung eines SAR-Luftfahrzeuges
- ID #12: sicherheitsbezogene Nachricht – adressiert
- ID #14: sicherheitsbezogene Nachricht – an alle
- ID #18: reguläre Positionsmeldung eines Klasse-B-Transceivers
- ID #21: Positions- und Statusmeldung eines AtoN-Transceivers

Weitere Telegrammtypen:
- ID #24: Statische Schiffsdaten gesendet von Klasse-B,C,S Transceivern

Über die genannten Telegramme hinaus können weitere Telegrammtypen mit erweiterter Zweckbestimmung (z. B. Wettermeldungen) international oder regional über das Verfahren der sog. „International Application Identifier“ (IAI) bzw. „Regional Application Identifier“ (RAI) definiert werden. Als Container für die mit dieser Methode übertragenen Nachrichteninhalte wird das standardisierte Telegramm der Binärnachricht (binary message, ID #6, #8) genutzt.

## Schiffsdaten
Die AIS-Einheit sendet in Form der o. g. Telegramme schiffsspezifische Daten, die von jedem AIS-Empfangsgerät in Reichweite empfangen und ausgewertet werden können:
Statische Schiffsdaten
IMO-Nummer
Schiffsname
Rufzeichen
MMSI-Nummer
Schiffstyp (Frachter, Tanker, Schlepper, Passagierschiff, SAR, Sportboot u. a.)
Abmessungen des Schiffes (Abstand der GPS-Antenne von Bug, Heck, Backbord- und Steuerbordseite)
Dynamische Schiffsdaten
Navigationsstatus (unter Maschine, unter Segeln, vor Anker, festgemacht, manövrierunfähig u. a.)
Schiffsposition (LAT, LON, in WGS 84)
Zeit der Schiffsposition (nur Sekunden)
Kurs über Grund (COG)
Geschwindigkeit über Grund (SOG)
Vorausrichtung (HDG)
Kursänderungsrate (ROT)
Reisedaten
aktueller maximaler statischer Tiefgang in dm
Gefahrgutklasse der Ladung (IMO)
Reiseziel (UN/LOCODE)
geschätzte Ankunftszeit (ETA)
Für Inland-AIS kommt noch dazu:
ENI-Nummer
Verbandsdaten (Gattung ERI, Länge, Breite)
Gefahrgutklasse der Ladung
Tiefgang in cm
Beladungszustand
Fahrwasserseite links/rechts (Blaue Tafel)
max. Höhe über Wasser
Zahl der Besatzungsmitglieder
Zahl der Passagiere
Zahl des Schiffspersonals
Der Navigationsstatus und die Reisedaten müssen vom Wachoffizier manuell aktualisiert werden. Es müssen aber nicht alle Daten gesendet werden. Besonders bei Klasse-B-Sendern der Sportschifffahrt werden häufig nur Schiffsname, MMSI, Position, Kurs und Schiffsgröße gesendet.

## Senden der AIS-Daten
Die AIS-Signale werden auf zwei UKW-Seefunkkanälen (normalerweise auf AIS1 und AIS2, d. h. UKW-Kanal 87B und 88B mit den Frequenzen 161,975 MHz und 162,025 MHz) mit HDLC-Datenprotokoll in festem Zeitrahmen gesendet. Durch entsprechende Software oder Endgeräte werden die Daten dekodiert und z. B. als Textinformation oder ähnlich in einem Radarbild grafisch dargestellt.
Die Intervalle, in denen ein Schiff seine Daten aussendet, hängen von der Geschwindigkeit und der Kursänderungsrate des Schiffes sowie von seinem Manöverstatus (in Fahrt, geankert oder festgemacht) ab:
| Fahrzeug                                                       | Sendeintervall                           |
| -------------------------------------------------------------- | ---------------------------------------- |
| Klasse A, vor Anker oder festgemacht, nicht schneller als 3 kn | 3 min                                    |
| Klasse A, vor Anker oder festgemacht, schneller als 3 kn       | 10 s                                     |
| Klasse A, bis zu 14 kn                                         | 10 s                                     |
| Klasse A, bis zu 14 kn bei Kursänderung                        | 3 1⁄3 s                                  |
| Klasse A, 14 bis 23 kn                                         | 6 s                                      |
| Klasse A, 14 bis 23 kn bei Kursänderung                        | 2 s                                      |
| Klasse A, mehr als 23 kn                                       | 2 s                                      |
| Klasse B, bis zu 2 kn                                          | 3 min                                    |
| Klasse B, 2 bis 14 kn                                          | 30 s                                     |
| Klasse B, 14 bis 23 kn                                         | 15 s (30 s bei hoher Frequenzauslastung) |
| Klasse B, mehr als 23 kn                                       | 5 s (15 s bei hoher Frequenzauslastung)  |

## Nutzung der AIS-Daten an Bord

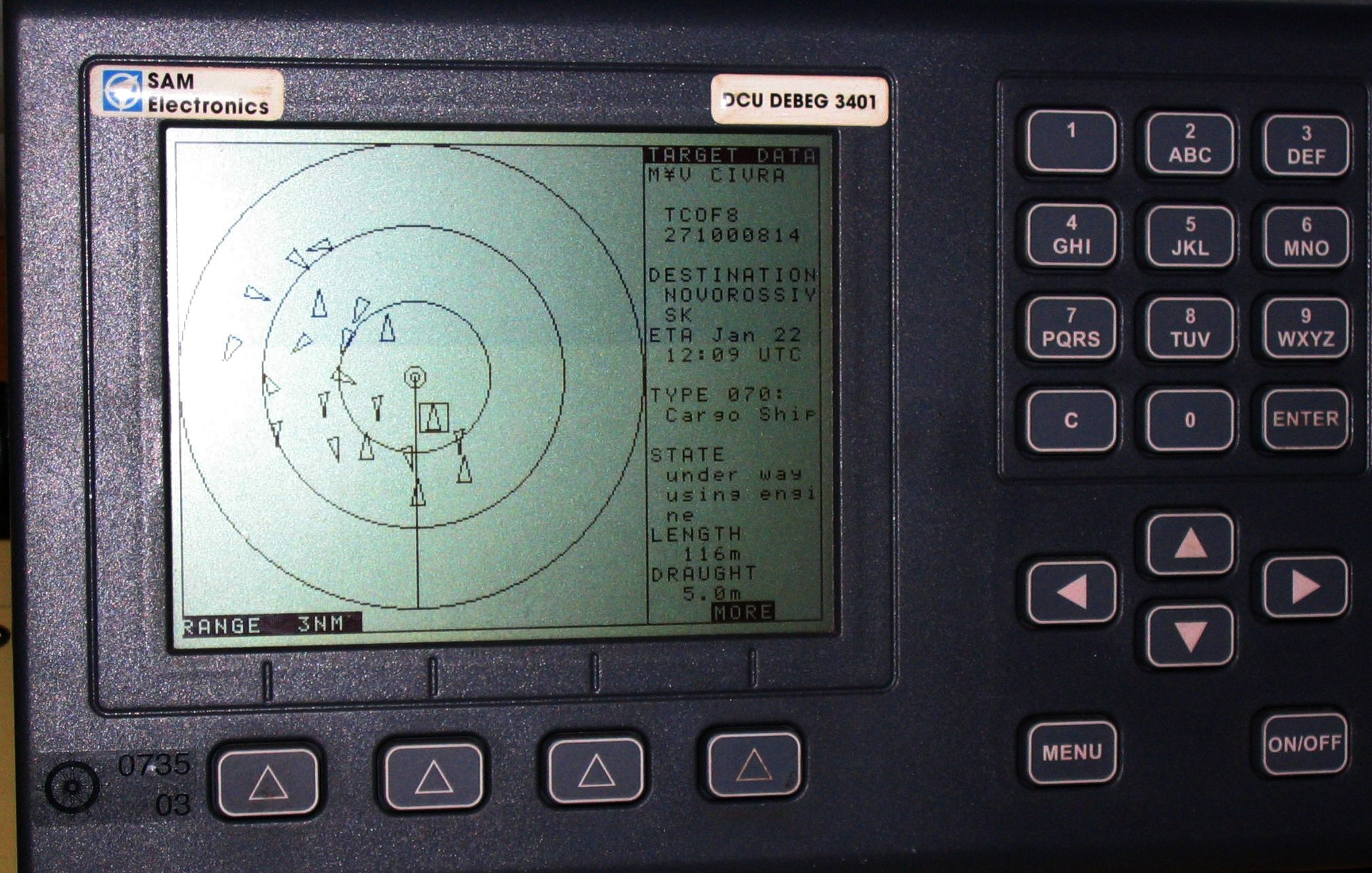
AIS-Bildschirm

Wie im Kapitel „Abgrenzung“ erläutert, handelt es sich bei AIS um ein System zur Datenübertragung. Vorgeschriebener Bestandteil der AIS-Anlage an Bord ist ein sog. „Minimum Keyboard and Display“ (MKD). Die nachfolgenden Ausführungen beziehen sich auf die Nutzung von AIS-Daten im Rahmen von Navigationssystemen wie z. B. in einer ARPA-Anlage oder in einer elektronischen Seekarte (ECDIS). Diese sind nicht Bestandteil des eigentlichen AIS-Systems.
Die aktuelle Verkehrssituation wird dynamisch angezeigt, jede Schiffsbewegung ist auf dem Bildschirm sichtbar. Zusätzlich wird angezeigt, wann genau zwei sich begegnende Schiffe den kürzesten Abstand zueinander haben, wie groß dieser sein wird und wie lange es bis dahin noch dauert (CPA = closest point of approach / TCPA = time to CPA).
Der Vorteil vom AIS gegenüber dem Radar ist unter anderem, dass der wachhabende Offizier die Identität anderer Schiffe kennt und bei Manövern Kurs- und Geschwindigkeitsänderungen schnell automatisch übermittelt werden. Damit kann er auch direkt über Seefunk Kontakt aufnehmen und notwendige Manöver absprechen.
Mit AIS können während der Revierfahrt auch Schiffsbewegungen hinter größeren Hindernissen erfasst werden; das Radar ist in solchen Situationen oft überfordert, da Schiffe im Radarschatten nicht erfasst werden. Die UKW-Signale des AIS erreichen diese Schattenbereiche auf Grund der größeren Wellenlänge wesentlich besser. An Binnenwasserstraßen werden in für Funksignale abgeschotteten Kurven Transceiver aufgestellt, die die AIS-Signale auch über Berge weiterleiten.
Die Schiffsdaten können direkt in die elektronische Seekarte eingebunden oder durch eine separate AIS-Software auf dem Computer verarbeitet werden, um sämtliche Schiffsbewegungen einschließlich der eigenen Position darzustellen. Eine separate Software bietet häufig eine klarere Darstellung, die Anzeige zusätzlicher über AIS verbreiteter Daten (in Erprobung: Wettermeldungen, Wasserstände) und bessere Unterstützung bei Kollisionsgefahr.
Kleinere, nicht ausrüstungspflichtige Seefahrzeuge können die AIS-Daten mit preiswerten AIS-Empfängern passiv nutzen und Position, Kurs und Geschwindigkeit der sie umgebenden ausgerüsteten Schiffe anzeigen. Die empfangenen Daten können auf einem kleinen Bildschirm am Empfänger, auf einem dafür eingerichteten vorhandenen Kartenplotter oder mit geeigneter Software auf einem separaten Laptop/Rechner dargestellt werden. Sie können so rechtzeitig Ausweichmanöver bei Kollisionsgefahr, insbesondere bei schlechter Sicht, einleiten.
AIS kann aber keine Radaranlage ersetzen, da etwa Militärfahrzeuge oft keine AIS-Signale aussenden und viele kleinere Fahrzeuge nicht mit einem AIS-Transceiver ausgerüstet sind. Auch sind die übermittelten Daten nicht immer zuverlässig.

## Reichweite
Ultrakurzwellen haben eine Reichweite, die die geodätische Sichtweite nur wenig übersteigt. Diese ist abhängig von der Antennenhöhe; man spricht hier von einer quasi-optischen Signalausbreitung. Für Schiff-zu-Schiff-Verbindungen beträgt diese etwa 20 Seemeilen (37 km). Küstenstationen empfangen je nach Antennenhöhe Signale von Schiffen im Umkreis von 50–100 km. AIS-Basisstationen sind üblicherweise mit stark bündelnden Antennen (Richtcharakteristik) ausgerüstet und höher angebracht, als dies an Bord möglich ist, so dass sich hier größere Reichweiten ergeben.
Niedrig fliegende Satelliten können die UKW-Signale empfangen, sofern die Antennen auch nach oben (omnidirektional) strahlen. Orbcomm und Iridium rüsten ihre neuen Satelliten mit AIS-Empfängern aus. Ist der Test erfolgreich, könnte das System weltweit alle Schiffe erfassen. Satellitengestütztes AIS ermöglicht Küstenstaaten die Überwachung der Schifffahrt in Regionen, die heute nicht durch landgestützten UKW-Seefunk abgedeckt werden.
Im November 2009 wurde am europäischen Teil der ISS, dem Columbus-Modul, eine AIS-Empfangsantenne installiert. Seit dem 1. Juni 2010 laufen im Rahmen einer ESA-Studie Empfangsversuche mit verschiedenen AIS-Empfängern. Störenden Signalüberlagerungen auf Grund der großen Entfernung des Funkhorizontes wird mit speziellen Signalverarbeitungstechniken begegnet.

## Flugzeug, Seezeichen, Landstation
Außer Schiffen sind im AIS auch eingebunden:
- SAR-Luftfahrzeuge
- AIS-SART – Search and Rescue Transmitter (Such- und Rettungssender)
- einige Seezeichen (Aids to Navigation, AtoN)
- Pegel und Wetterstationen
- Landstationen der Verkehrszentralen (Vessel Traffic Service, VTS)

## Kurzmeldungen, Verkehrslenkung
Über das AIS können auch von der IMO festgelegte Kurzmeldungen und freie Textnachrichten („safety related messages“) übertragen werden; dieses Telegramm ist international standardisiert (siehe oben „Telegramme“). Über den Mechanismus der IAI/RAI können zusätzlich z. B. die automatischen Messstationen auf Seezeichen aktuelle Wetter-, Wasserstands- und Strömungsdaten verbreitet oder Routenanweisungen an Schiffe geschickt werden. Auf Flüssen und Kanälen, insbesondere im Bereich von Schleusen und Engstellen, wird das AIS zunehmend zur Verkehrslenkung eingesetzt, um beispielsweise die Öffnung der Schleuse anzuzeigen.

## Forschung & Entwicklung
Während herkömmliche AIS-Stationen Signale nur in Küstennähe empfangen können, detektieren AIS-Satelliten die Signale auch über dem offenen Meer. Der Nachteil dabei ist, dass sich einzelne Signale aufgrund des großen Empfangsbereichs der Satelliten überlagern und daher teilweise nicht unterschieden werden können. Außerdem erreichen die AIS-Satelliten wegen ihrer festgelegten Orbits keine vollständige Abdeckung der Meere. Dahingegen werden heute bereits 96 Prozent aller Schiffe von Linienflugzeugen überflogen. DLR-Forscher testeten den AIS-Plus-Empfänger auch auf einem Flugzeug. Aufgrund der geringeren Flughöhe ist die Gefahr der Signalüberlagerung bei einem Flugzeug geringer. Bei ihren Flugversuchen konnten sie zeigen, dass das neue AIS-Plus-System Schiffe auf dem offenen Meer zuverlässiger detektieren kann als Satelliten aus dem All. Aus dem DLR-Vorhaben „Forschung und Entwicklung für die Maritime Sicherheit und entsprechende Echtzeitdienste“ entwickelten Simon Plass und sein Team ein Konzept, bei dem die modifizierten AIS-Empfänger in Linienflugzeuge integriert werden. So lässt sich das Lagebild auf den Meeren vervollständigen. Aber Plass denkt auch schon weiter: „Unsere Vision ist es, ein System aufzubauen, bei dem Flugzeuge und Schiffen Informationen austauschen, um die Kommunikationsmöglichkeiten dieser beiden Verkehrssysteme noch besser auszuschöpfen.“

## Probleme mit gefälschten Positionsangaben
Die Positionsangaben können von Dritten relativ leicht gefälscht werden. Das ist insbesondere bereits bei Kriegsschiffen geschehen und hat zu Konflikten geführt.